# Камардін Олексій Михейович
Олексій Михейович Камардін (? — ?) — український радянський діяч, секретар партійного комітету, головний інженер Донецького металургійного заводу імені Леніна Донецької області. Кандидат у члени ЦК КПУ в лютому 1981 — лютому 1986 року.

## Біографія
Освіта вища. Член КПРС з 1957 року.
Працював інженером Донецького металургійного заводу імені Леніна Донецької області.
На 1970—1981 роки — секретар партійного комітету Донецького металургійного заводу імені Леніна Донецької області.
Потім — головний інженер Донецького металургійного заводу імені Леніна Донецької області.

## Нагороди
- ордени
- медалі